# Phostria flavipectus
Phostria flavipectus is een vlinder uit de familie van de grasmotten (Crambidae). De wetenschappelijke naam van deze soort is voor het eerst gepubliceerd in 1909 door George Thomas Bethune-Baker.
De soort komt voor in Congo-Kinshasa.